# Космос-1713
Космос-1713 је један од преко 2400 совјетских вјештачких сателита лансираних у оквиру програма Космос.
Космос-1713 је лансиран са космодрома Плесецк, СССР, 27. децембра 1985. Ракета-носач Сојуз је поставила сателит у орбиту око планете Земље. 